# Bergkvarasjön
Bergkvarasjön är en sjö i Växjö kommun i Småland och ingår i Mörrumsåns huvudavrinningsområde. Sjön har en area på 0,921 kvadratkilometer och ligger 156 meter över havet. Sjön avvattnas av vattendraget Mörrumsån (Åbyån).

## Delavrinningsområde
Bergkvarasjön ingår i det delavrinningsområde (630295-143451) som SMHI kallar för Utloppet av Bergkvarasjön. Medelhöjden är 171 meter över havet och ytan är 14,34 kvadratkilometer. Räknas de 67 avrinningsområdena uppströms in blir den ackumulerade arean 1 291,37 kvadratkilometer. Avrinningsområdets utflöde Mörrumsån (Åbyån) mynnar i havet. Avrinningsområdet består mestadels av skog (63 procent), öppen mark (11 procent) och jordbruk (18 procent). Avrinningsområdet har 0,92 kvadratkilometer vattenytor vilket ger det en sjöprocent på 6,4 procent.